# Plamiec czeremszak
Plamiec czeremszak (Abraxas sylvata) -  motyl nocny z rodziny miernikowcowatych (Geometridae). Nazwany przez Giovanniego Scopoli w 1763.
Wygląd
Motyl biały, ozdobiony brązowymi i szarawymi plamami, tworzącymi charakterystyczny rysunek, dzięki któremu łatwo rozpoznać czeremszaka, mimo że podobnie jak bliski krewniak, plamiec agreściak, tworzy wiele odmian. Rozpiętość skrzydeł ok. 38 mm.
Pożywienie

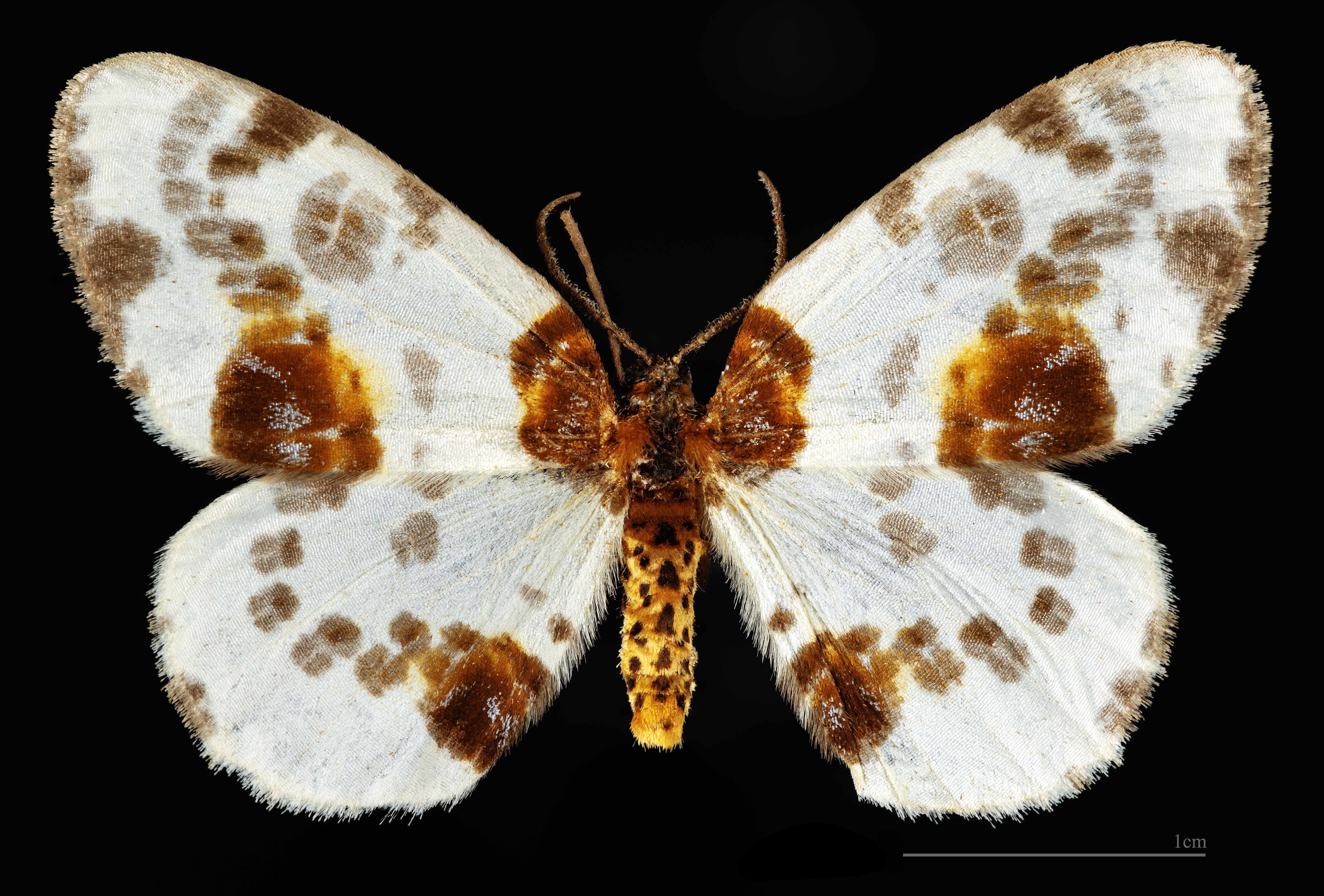
♂
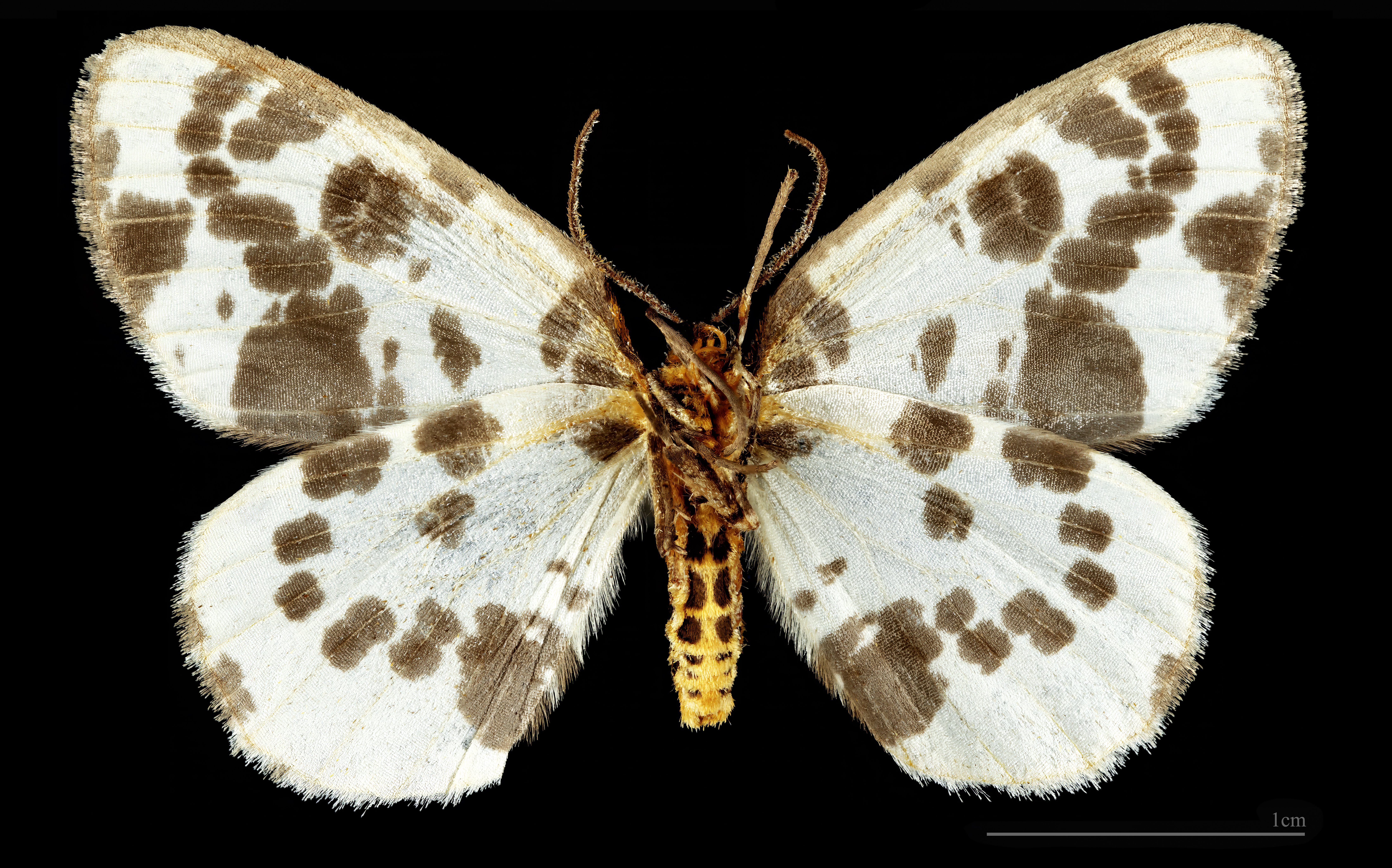
♂ △
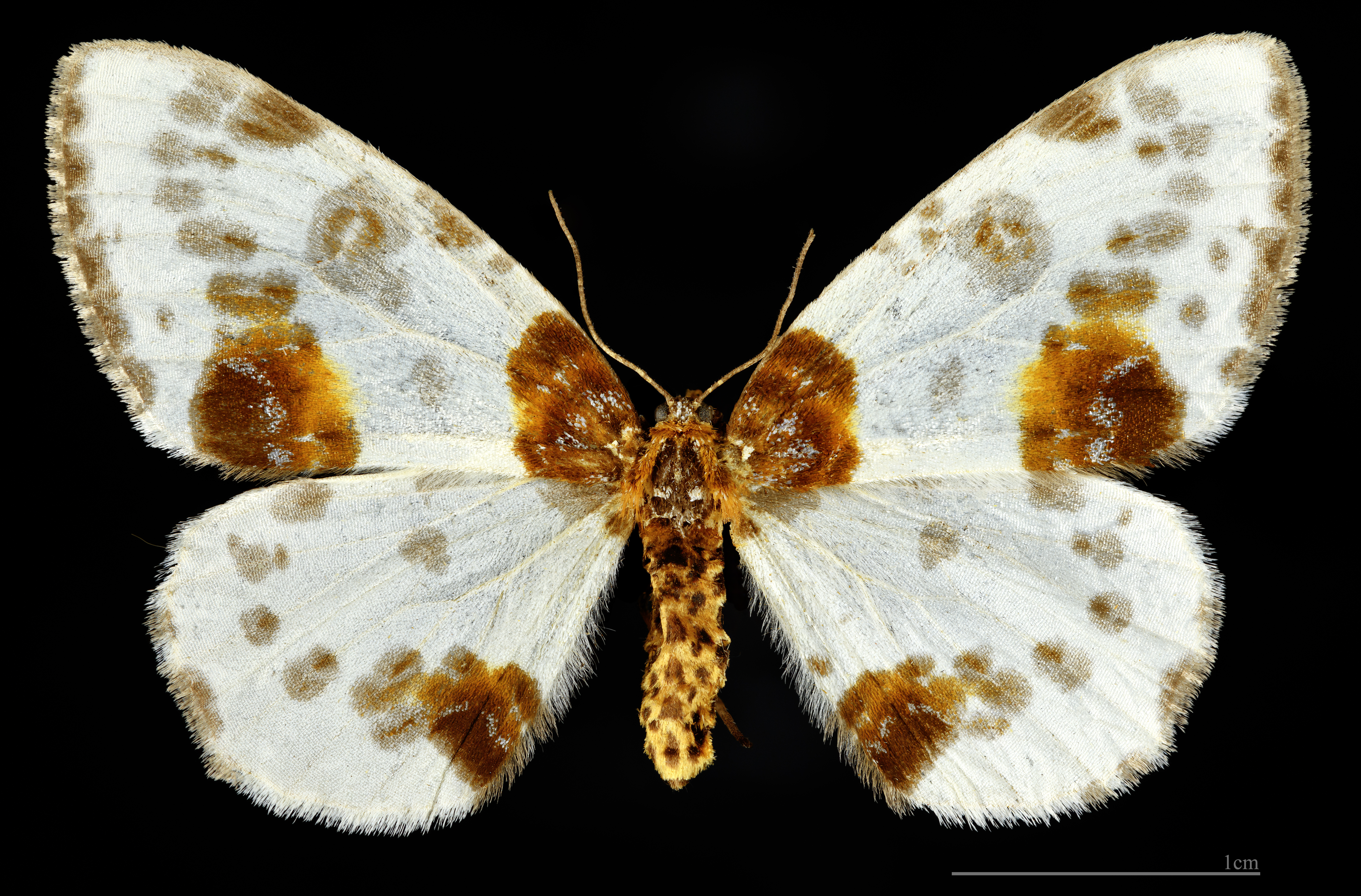
♀
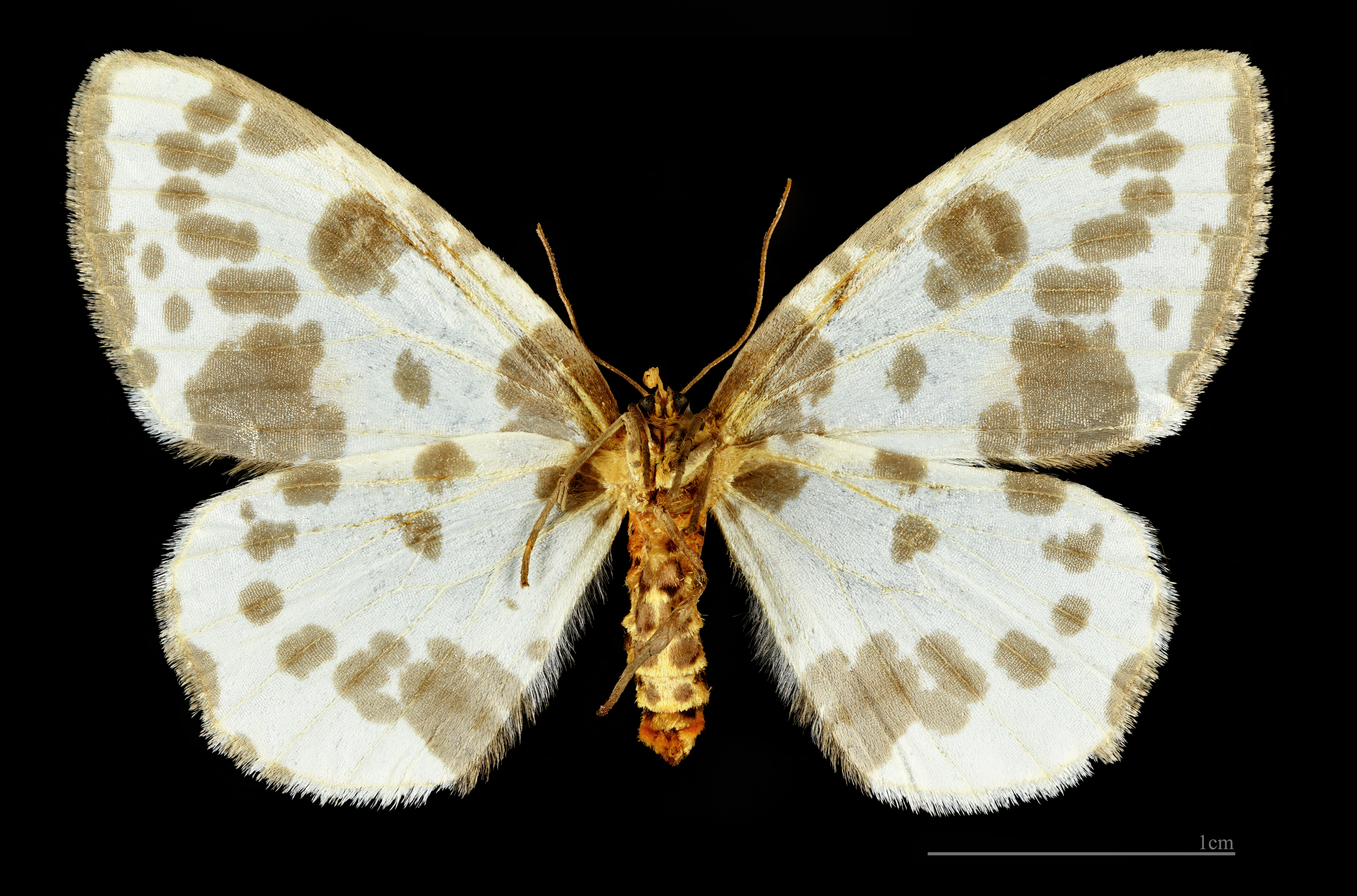
♀ △

Roślinami żywicielskimi są głównie czeremcha, wiąz i buk.
Występowanie
Lasy liściaste Europy.